# Ивки (Киевская область)
Ивки (укр. Івки) — село, входит в Богуславский район Киевской области Украины.
Население по переписи 2001 года составляло 215 человек. Почтовый индекс — 09700. Телефонный код — 4561. Занимает площадь 0,8 км². Код КОАТУУ — 3220687602.

## Местный совет
09740, Киевская обл., Богуславский р-н, с. Хохитва